# Agylla ampla
Agylla ampla là một loài bướm đêm thuộc phân họ Arctiinae, họ Erebidae.